# Миратино

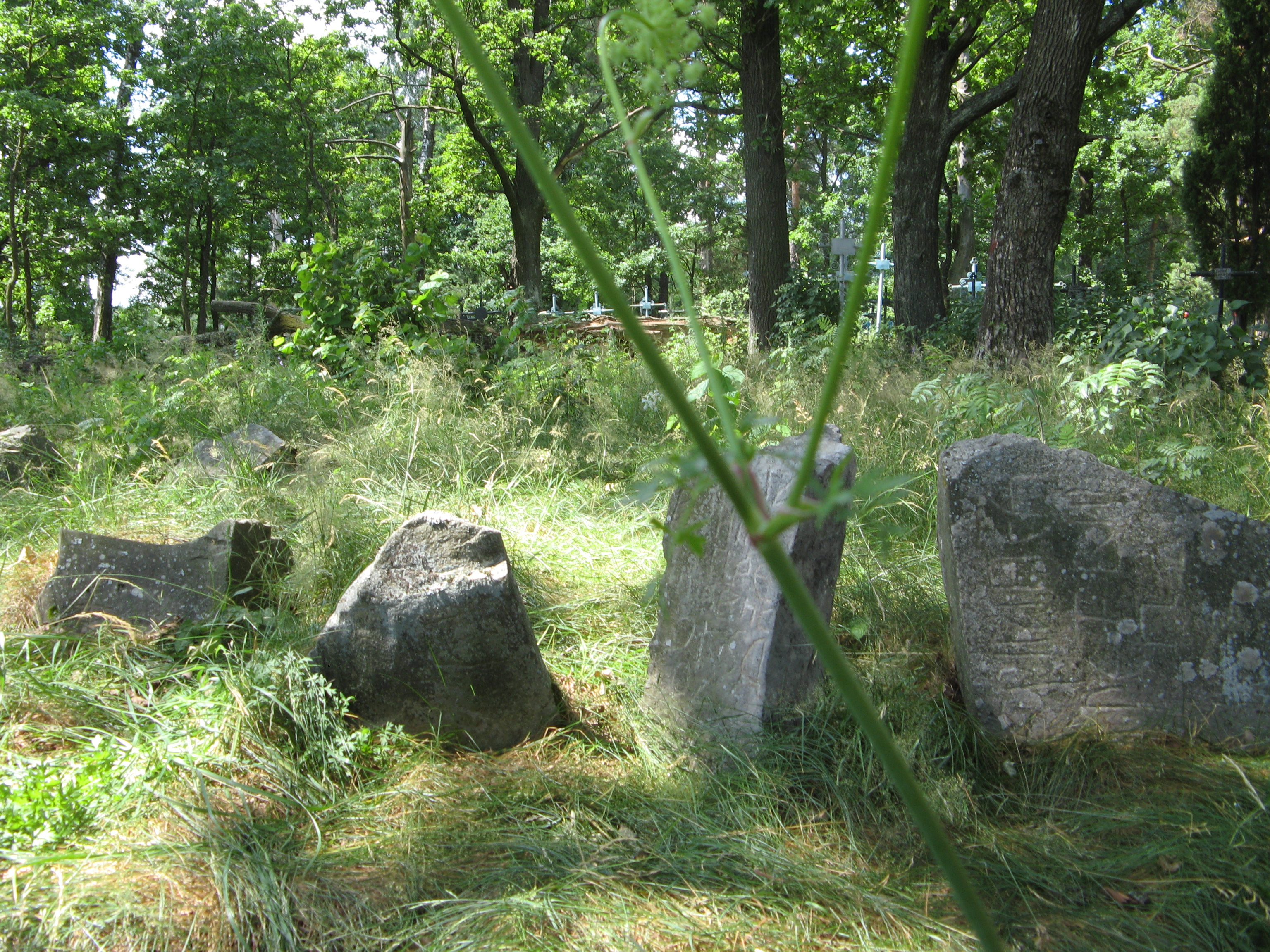
Старинные надгробные камни на кладбище у Миратино

Мира́тино (бел. Міраціна) — деревня в составе Сычковского сельсовета Бобруйского района Могилёвской области Республики Беларусь.

## Население
- 1999 год — 41 человек
- 2010 год — 21 человек